# Marie Fouquet
Marie Fouquet geborene Marie de Maupeou (* 1590 in Frankreich; † 1681 ebenda) war eine französische Autorin, die sich auf die Heilkunde konzentrierte und karitative Organisationen unterstützte.

## Leben
Marie de Maupeou war die Tochter von Gilles de Maupeou, des Contrôleur général des finances und bis 1610 Mitarbeiter von Maximilien de Béthune, duc de Sully. Sie war mit dem Maître des requêtes François IV. Fouquet (1587–1640) verheiratet und hatte mit ihm drei Söhne. Der Älteste, François V. Fouquet, wurde Kleriker und war zu seinem Lebensende Bischof von Agde in Frankreich. Der zweite Sohn, Nicolas Fouquet, stieg unter Ludwig XIV. zum Surintendant des Finances auf, wurde jedoch 1665 vom König abgelöst und nach vier Prozessjahren wegen Bereicherung und Untreue bis zu seinem Lebensende in Festungshaft auf der Alpenfestung Pinerolo eingekerkert. Der dritte Sohn, Louis Fouquet, besuchte wie seine Brüder das jesuitische Collège de Clermont und wurde unter Jules Mazarin Chef der Geheimpolizei.
In späteren Lebensjahren wurde Marie ein führendes und förderndes Mitglied der Confrérie des dames de la charité de Saint Vincent de Paul, der Genossenschaft der Töchter der christlichen Liebe vom Hl. Vinzenz von Paul. 1675 erschien in Frankreich ihr Les remèdes charitables de Madame Fouquet, pour guérir à peu de frais toute forme de maux tant internes qu'externes…, ein 1708 auch in Dresden in deutscher Sprache erschienenes sehr nützliches Artzney-Buch.

## Schriften
- Les remèdes charitables... (als Datei auf Gallica: )

| Personendaten    | Personendaten                                     |
| ---------------- | ------------------------------------------------- |
| NAME             | Fouquet, Marie                                    |
| ALTERNATIVNAMEN  | de Maupéou, Marie                                 |
| KURZBESCHREIBUNG | französische Autorin, Heilkundige und Wohltäterin |
| GEBURTSDATUM     | 1590                                              |
| GEBURTSORT       | Frankreich                                        |
| STERBEDATUM      | 1681                                              |
| STERBEORT        | Frankreich                                        |